# Xanthorrhoea gracilis
Xanthorrhoea gracilis är en grästrädsväxtart som beskrevs av Stephan Ladislaus Endlicher. Xanthorrhoea gracilis ingår i släktet Xanthorrhoea och familjen grästrädsväxter. Inga underarter finns listade i Catalogue of Life.

## Bildgalleri

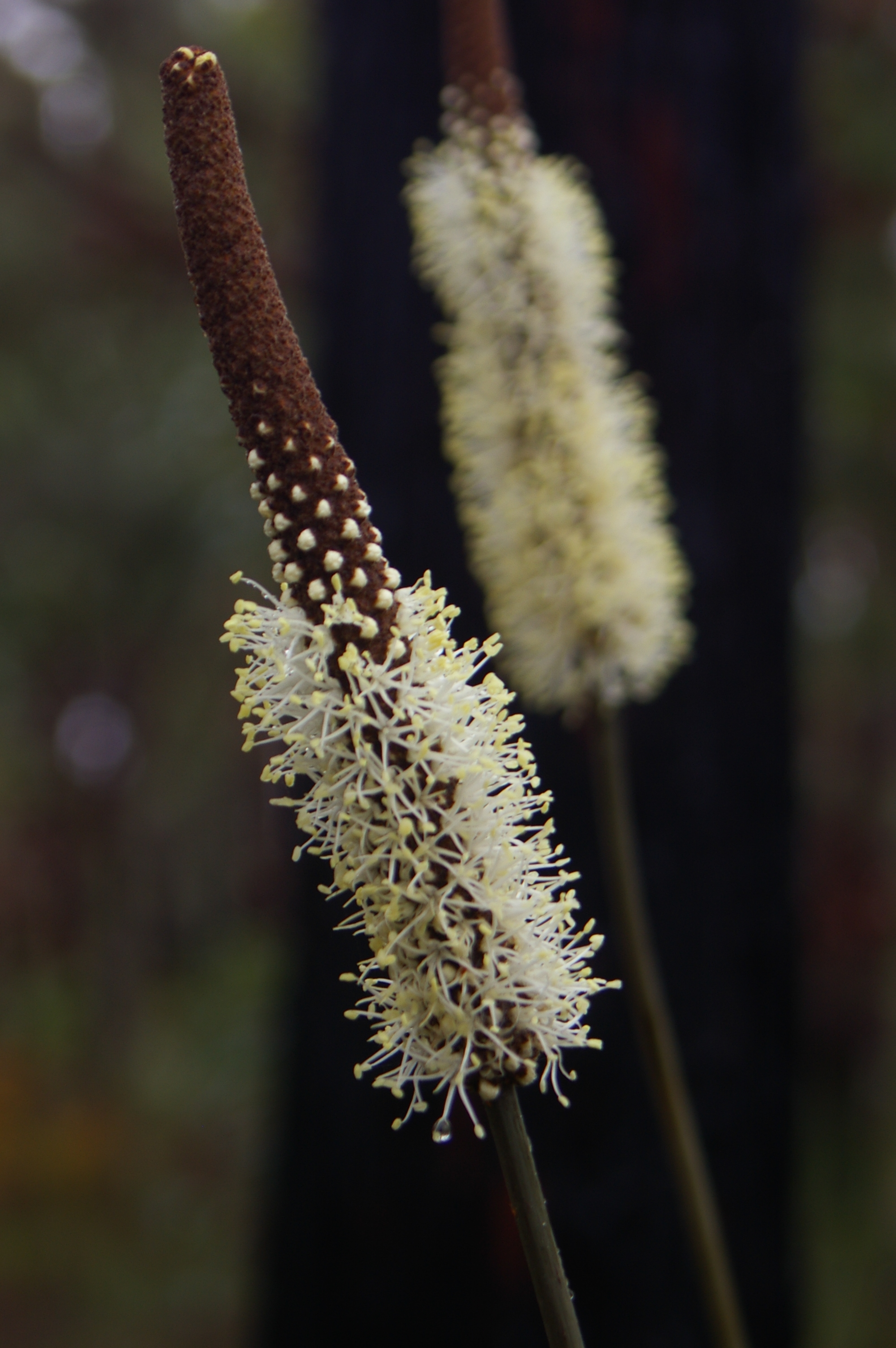
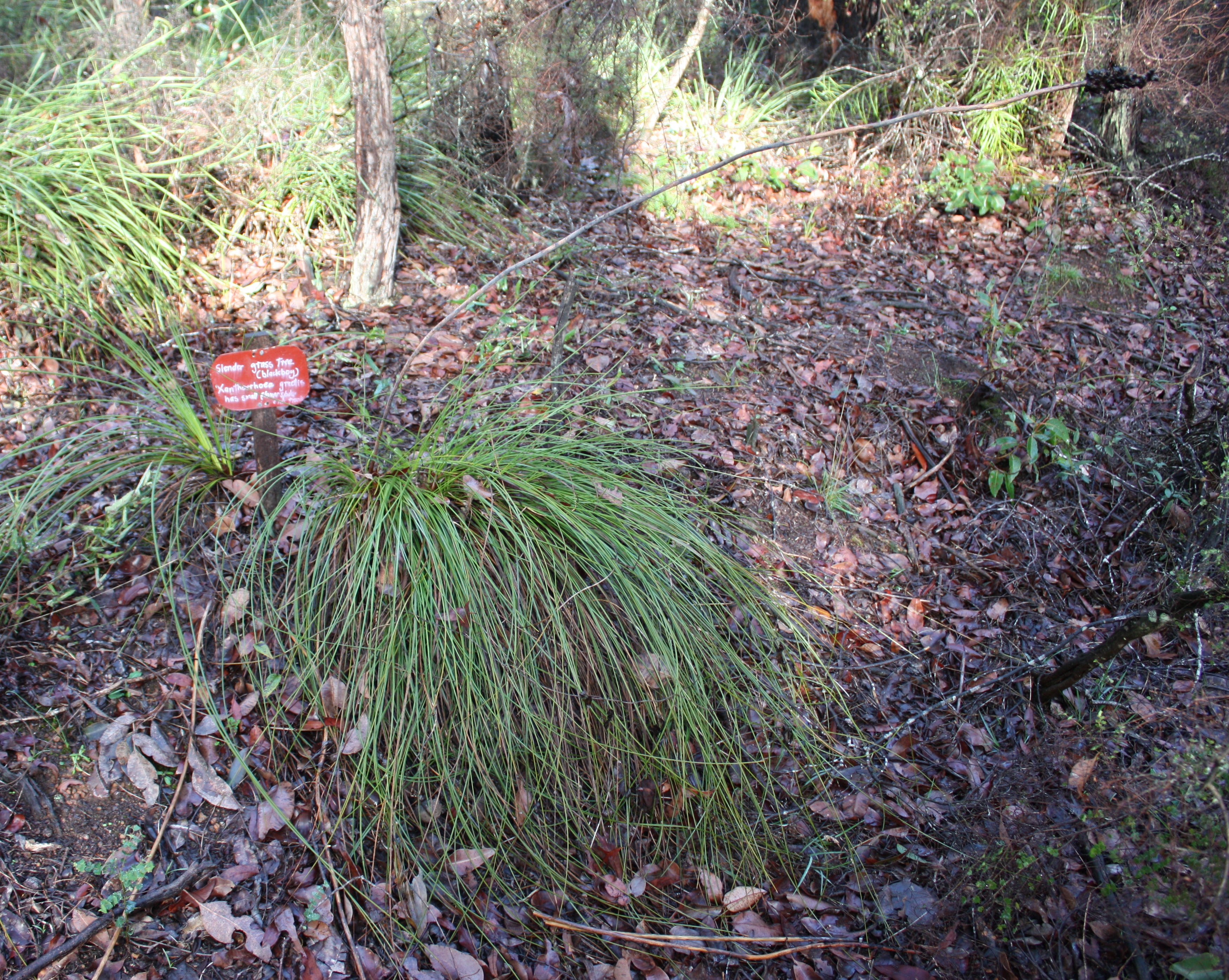